# Бабурин, Сергей Николаевич
Серге́й Никола́евич Бабу́рин (род. 31 января 1959, Семипалатинск) — российский политический и государственный деятель, учёный-юрист (специалист в области теории и истории государства и права, конституционного права).
Народный депутат Российской Федерации (1990—1993), член Совета Республики Верховного совета России. Депутат Государственной думы I, II и IV созывов. Заместитель председателя Государственной думы II и IV созывов. Кандидат на президентских выборах 2018 года. Также был выдвинут кандидатом на выборах 2024 года от партии «Российский общенародный союз», но позже снял кандидатуру.
Ректор Российского государственного торгово-экономического университета — с 2002 по 2012 год.

## Биография

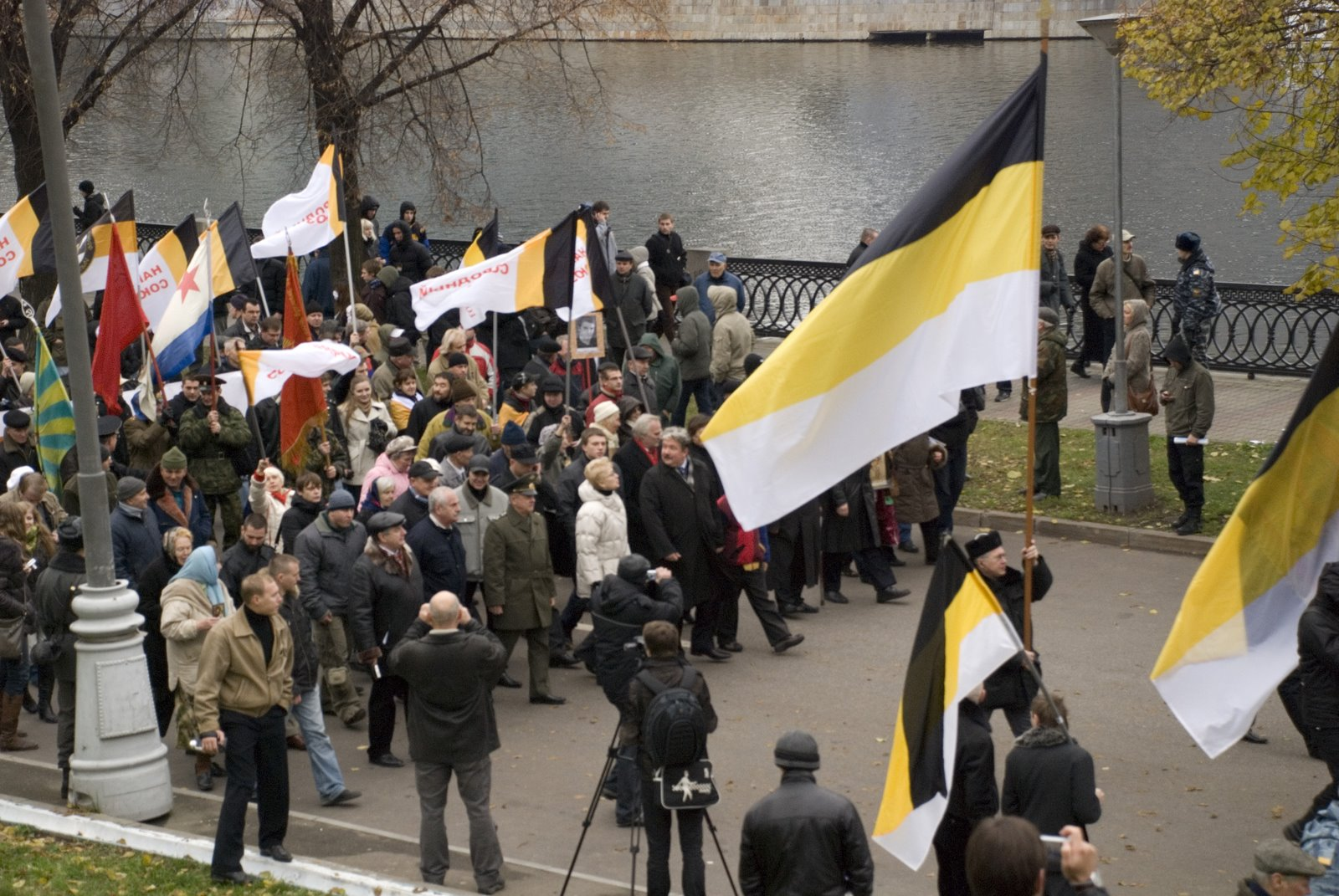
Сергей Бабурин — один из организаторов и инициаторов Русского марша

Сергей Николаевич Бабурин родился 31 января 1959 года в городе Семипалатинске (ныне Семей, Казахстан) в семье Бабуриных Николая Наумовича и Валентины Николаевны. Отец Сергея был учителем, а мать — врачом. Предки по материнской линии были из д. Мотоль Ивановского района Брестской области. У Сергея есть брат Игорь.
Детство Сергея прошло в родном городе отца — Таре Омской области. С самого детства Сергей отличался разносторонностью интересов и желанием познавать и учиться. Кроме обычной школы он учился в художественной, со школьных лет начал работать плотником-бетонщиком на местном предприятии. Многие его педагоги и сверстники характеризовали юного Бабурина как лидера, человека, который может повести людей за собой.
Член КПСС с 1981 года. Учился в Омском государственном университете. В начале обучения там написал письмо Генеральному секретарю ЦК КПСС Л. Брежневу, в котором утверждал о необходимости реабилитации Николая Бухарина, Алексея Рыкова, Григория Зиновьева и Григория Сокольникова.
В студенческие годы познакомился с будущей женой Татьяной Николаевной Журавлёвой. Вскоре Сергей и Татьяна поженились.
После вуза был призван в Вооружённые Силы на срок полтора года (в 1981—1983 гг.), из них один год находился в составе ограниченного контингента советских войск в Афганистане и принимал участие в боевых действиях Советской Армии. За время службы в Афганистане Бабурин — единственный из своей роты — ни разу не был ранен и благополучно прошёл все тяготы военных действий. По окончании службы Сергей получил медаль «Воину-интернационалисту от благодарного афганского народа» и нагрудный знак «Воину-интернационалисту».
По завершении службы Сергей сразу же отправился в Ленинград — учиться в аспирантуре. В это же время Сергей Николаевич воссоединился со своей супругой и у них родился первый ребёнок.
В 1986 году окончил аспирантуру и на следующий год защитил кандидатскую диссертацию «Политико-правовое учение Георга Форстера». После окончания аспирантуры на время остался работать в Омском университете в качестве заместителя декана юридического факультета, а в 1988 году возглавил факультет.

### Начало политической деятельности
В 1989 году баллотировался в народные депутаты СССР, однако его кандидатура решением окружной избирательной комиссии не была зарегистрирована.
В 1990 году был избран народным депутатом РСФСР от Советского территориального округа № 539 (Омск). На I Съезде народных депутатов России избран членом Совета Республики Верховного Совета РСФСР.
1991 год — выдвинут на должность председателя Верховного Совета РСФСР.
Конец 1991 года — членом Верховного Совета РСФСР Бабуриным — по инициативе народных депутатов РСФСР — членов депутатской группы «Россия», был создан Российский общенародный союз.
12 декабря 1991 года — был одним из 7 депутатов, голосовавших на сессии Верховного Совета против ратификации Беловежского соглашения о прекращении существования Союза ССР и о создании СНГ. Свою позицию Бабурин объяснил тем, что ратификация данного соглашения находится в компетенции Съезда народных депутатов РСФСР.
В апреле 1992 года на VI Съезде народных депутатов России вместе с В. Б. Исаковым, М. Г. Астафьевым, Н. А. Павловым и другими возглавил оппозиционный блок фракции «Народное единство».
В сентябре 1992 года группа народных депутатов РСФСР во главе с Сергеем Бабуриным направила в Конституционный суд Российской Федерации ходатайство о проверке законности постановлений Верховного Совета РСФСР от 12 декабря 1991 года «О ратификации Соглашения о создании Содружества Независимых Государств» и «О денонсации Договора об образовании СССР». Это обращение так и не было рассмотрено из-за событий сентября — октября 1993 года.
В октябре 1992 года избран сопредседателем Фронта национального спасения.
С 21 сентября по 4 октября 1993 года, после издания президентом Ельциным указа № 1400 о роспуске Съезда народных депутатов и Верховного Совета (ВС) Бабурин находился в осаждённом здании Верховного Совета. 23 сентября был избран председателем Комитета ВС по судебной реформе и вопросам работы правоохранительных органов.
После силового разгона Съезда и парламента Бабурин взял небольшую паузу, заняв пост декана юридического факультета Омского государственного университета. Однако уже через два месяца Бабурин снова вернулся в большую политику.

### После 1993 года
В декабре 1993 года избран в Государственную Думу первого созыва по Центральному избирательному округу N 130 Омской области. Создал в Госдуме депутатскую группу «Российский путь».
- С 18 июля 1995 года — член предвыборного блока «Власть народу!».
- 1995 год — избран депутатом Госдумы второго созыва. Входил в депутатскую группу «Народовластие» Участник Конгресса патриотических сил «Русский рубеж».
- Февраль 1996 года — избран заместителем председателя Государственной думы Федерального собрания РФ.
- Июнь 1996 года — избран заместителем председателя Парламентского Собрания Союза Белоруссии и России.
- 1997 год — сопредседатель внефракционного объединения депутатов Госдумы РФ «Анти-НАТО», председатель комиссии «Анти-НАТО» Госдумы РФ.
- 1998 год — защитил докторскую диссертацию «Территория государства: теоретико-правовые проблемы» и стал доктором юридических наук
- 1999 год — баллотировался в Государственную думу третьего созыва от «Российского общенародного союза».
- С января 2000 года — преподаватель юридического факультета Омского государственного университета.
- С 2001 года — председатель партии национального возрождения «Народная воля».
- С августа 2002 года — ректор Российского государственного торгово-экономического университета.
- В сентябре 2003 года стал одним из учредителей избирательного блока «Народно-патриотический союз Родина» (НПС Родина), от которого баллотировался в Государственную думу четвёртого созыва. По итогам выборов блок прошёл в Государственную Думу. С июля 2005 года возглавлял фракцию «Народно-Патриотический Союз „Родина“ (Народная Воля — СЕПР)», образованную в результате раскола фракции «Родина»[15].
- С марта 2004 года — зампредседателя Государственной Думы.
- С декабря 2007 года (после избрания нового состава Государственной думы РФ, к участию в выборах которой его партия не была допущена Избиркомом РФ) вернулся на должность ректора Российского государственного торгово-экономического университета.
- Возглавляет Международную ассоциацию торгово-экономического образования (МАТЭО).
- 15 апреля 2011 года избран президентом Ассоциации юридических вузов.
- В декабре 2011 года состоялся съезд общественно-политического движения «Российский общенародный союз», на котором было принято решение о его преобразовании в политическую партию. Председателем партии на съезде избран Бабурин.

### Ректор РГТЭУ
В качестве ректора возглавлял Российский государственный торгово-экономический университет с 2002 года по 2012 год (с перерывом на парламентскую деятельность). За успехи в развитии вуза в 2010 году удостоен звания заслуженного деятеля науки РФ.
В декабре 2012 года Министерство образования и науки РФ признало РГТЭУ неэффективным вузом и постановило объединить его с Университетом им. Плеханова. После этого решения в РГТЭУ начались волнения студенчества.
Бабурин написал открытое письмо президенту РФ В. В. Путину с просьбой разобраться в ситуации вокруг вуза.
25 декабря 2012 года уволен приказом Министра образования и науки РФ с поста ректора с выплатой компенсации в размере трёх месячных окладов. В прессе отмечалось, что на момент увольнения Бабурин находился в больнице с тяжёлой формой пневмонии.
Уволенный со своего поста Бабурин, часть преподавательского коллектива и студентов РГТЭУ сочли действия Министра образования и науки РФ Д. В. Ливанова незаконными и были намерены оспорить их в суде, противодействовать всеми законными способами, в том числе обратившись за помощью к главе Русской православной церкви Патриарху Московскому и всея Руси Кириллу, с просьбой помочь сохранить «духовные традиции и принципы» университета.
27 декабря 2012 Бабурин призвал студентов прекратить забастовку. После призыва бывшего ректора акция студентов была прекращена.

### После 2012 года

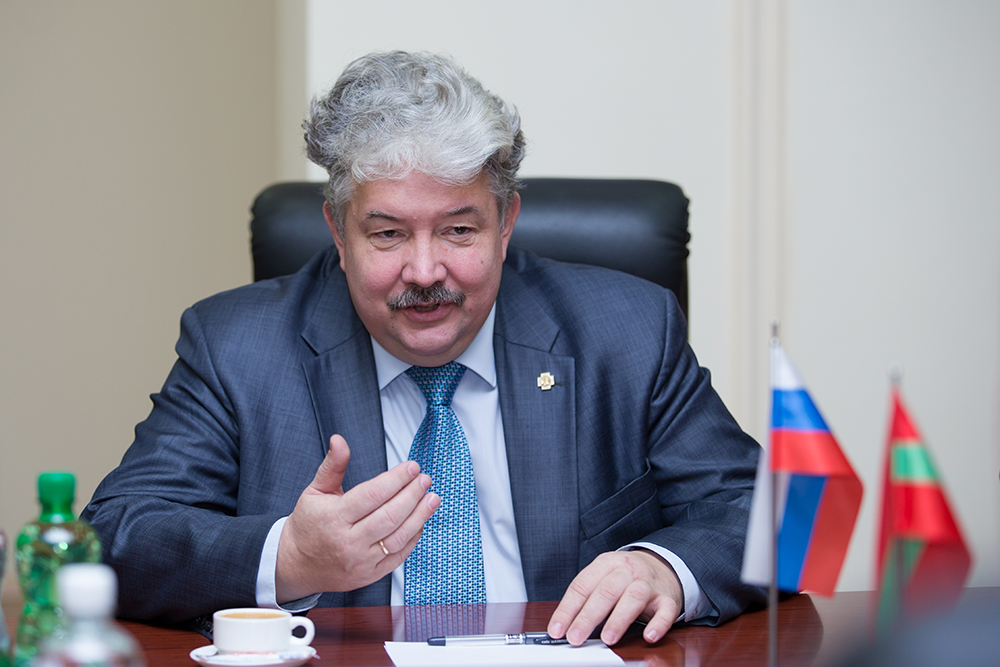
Сергей Бабурин в Приднестровье (2013)

В 2014 году поддержал аннексию Крыма Россией.
Участвовал в выборах в Московскую городскую Думу 14 сентября 2014 года от КПРФ в 5 избирательном округе (включает в себя: Филёвский парк, Хорошёво-Мнёвники, часть района Щукино) и занял второе место, набрав 24,36 % голосов. Депутатом не избран.
В 2015 году избран президентом Международной славянской академии наук, образования, искусств и культуры (МСА). 12 декабря 2015 года на собрании МСА в городе Санкт-Петербурге был представлен первый номер возобновлённого журнала «Славяне», главным редактором которого является Бабурин.
На парламентских выборах 18 сентября 2016 года был выдвинут партией КПРФ в одномандатном округе в Тушинском районе Москвы. По результатам, занял 4-е место. Депутатом не избран.
25 мая 2017 года избран председателем Международного Славянского Совета, объединяющего национальные славянские комитеты 9 государств.
В марте 2022 года поддержал вторжение России на Украину.
2 марта 2022 года избран Председателем Президиума Фонда содействия защите прав и законных интересов граждан за рубежом «Русский Мир».

### Президентские выборы 2018 года
О выдвижении Сергея Бабурина кандидатом в президенты на выборах 2018 года стало известно 4 октября 2017 года. Решение об этом принял Президиум Центрального Совета партии «Российский общенародный союз».
По результатам интернет-праймериз по определению единого кандидата в президенты России от левых сил, проведённого по инициативе координатора «Левого фронта» Сергея Удальцова, Сергей Бабурин не смог выйти во второй тур голосования, в котором Павел Грудинин одержал победу, опередив Юрия Болдырева. Правда Бабурин даже и не знал о своём участии в этом праймериз, отвергая в тот период возможность объединения с левыми.
22 декабря 2017 года съезд партии «Российский общенародный союз», прошедший в Москве, единогласно выдвинул Сергея Николаевича Бабурина кандидатом в президенты РФ на выборах 2018 года. 24 декабря Бабурин подал документы на регистрацию в ЦИК, однако, уже на следующий день, ЦИК отклонил заявку Бабурина, потому что выявил противоречия в данных, которые представили по 18 из 48 уполномоченным. Спустя несколько дней, Сергей Николаевич вновь подал документы в ЦИК, и в этот раз его заявка была одобрена.
В поддержку Сергея Бабурина было собрано 128 тысяч подписей, при максимально необходимых 105 тысячах. 30 января 2018 года Бабурин передал подписи ЦИК. При проверке было выявлено только 3,28 % недействительных подписей, в связи с чем Сергей Бабурин был зарегистрирован кандидатом в президенты. Занял последнее место с результатом 0,65 %.
Во время дебатов 28 февраля 2018 года, транслировавшихся на телеканале «Россия-1», произошёл резонансный эпизод с участием Бабурина. Тот, комментируя события октября 1993 года в Москве, заявил, что кандидат от ЛДПР Владимир Жириновский поддержал обстрел Белого дома; в ответ на это Жириновский в резкой форме обвинил Бабурина во лжи, завязав перепалку. Ещё один кандидат, Ксения Собчак, попыталась остановить Жириновского, но тот обозвал её несколько раз, и Собчак облила Жириновского водой. Официальный представитель Бабурина Дмитрий Соин заявил, что и Собчак, и Жириновский вели себя в эфире неподобающе.

### Последующие события
15 августа 2023 года в Великих Луках участвовал в церемонии открытия памятника Сталину, выступив с речью.

### Президентские выборы 2024 года
24 декабря 2023 года на съезде партии «Российский общенародный союз» было принято решение о выдвижении Сергея Бабурина в качестве кандидата в президенты на предстоящие выборы.
26 декабря 2023 года Сергей Бабурин подал документы в Центризбирком РФ для участия в выборах главы государства в 2024 году.
29 декабря 2023 года ЦИК допустил Сергея Бабурина к сбору подписей в свою поддержку и разрешил открыть избирательный счёт. Для участия в выборах ему требовалось собрать 100 тысяч подписей избирателей. По словам Бабурина, на 12 января 2024 года его командой были развёрнуты точки сбора в 57 регионах.
21 января 2024 года «Независимая газета» сообщила, что в поддержку Сергея Бабурина собрано более 50 тысяч подписей. 24 января 2024 года ЦИК зарегистрировал уполномоченных представителей Сергея Бабурина по финансовым вопросам. По словам кандидата, в его поддержку на тот момент было собрано 112 000 подписей из 48 регионов.
30 января 2024 года, несмотря на наличие достаточного числа подписей, Сергей Бабурин заявил, что снимает свою кандидатуру с выборов президента РФ, и призвал поддержать кандидатуру Владимира Путина. Экс-кандидат пояснил, что принял непростое решение снять свою кандидатуру, так как в трудный для России час не нужно дробить силы граждан.

## Семья
Женат, имеет четверых сыновей.

## Звания
- Полковник юстиции[57]

## Награды
- Орден Дружбы (Россия, 20 апреля 2006)
- Медаль ордена «Родительская слава» (Россия, 25 мая 2016)
- Медаль Конгресса Филиппин «За достижения» (6 апреля 2005)
- Орден «За заслуги» I степени (Приднестровская Молдавская Республика, 30 января 2014)
- Орден «За заслуги» II степени (Приднестровская Молдавская Республика, 27 января 2009)
- Орден «Честь и слава» II степени (Абхазия, 29 сентября 2005)[58]
- Орден «Честь и слава» III степени (Абхазия, 2003)[59]
- Почётный гражданин Абхазии (Абхазия, 2008)[60]
- Орден Дружбы (Республика Южная Осетия, 28 января 2009)
- Орден Дружбы (Приднестровская Молдавская Республика, 2 сентября 2012)
- Орден «За личное мужество» (Приднестровская Молдавская Республика, 17 августа 2000)
- Заслуженный деятель науки Российской Федерации (20 апреля 2010)[61]
- Кавалер Императорского Ордена Святого Владимира III степени (10/23 декабря 2018)
- Кавалер Императорского Ордена Святой Анны II степени
- Кавалер Императорского Ордена Святителя Николая Чудотворца I степени (17 декабря 2011)
- Кавалер Императорского Ордена Святителя Николая Чудотворца II степени[62]
- Кавалер Императорского Ордена Святителя Николая Чудотворца III степени[63]
- Орден святого благоверного князя Даниила Московского III степени (РПЦ, 5 февраля 2009)
- Орден Белорусской Православной Церкви Святителя Кирилла Туровского II степени (5 марта 2011)
- Медаль «За освобождение Крыма и Севастополя» (17 марта 2014) — за личный вклад в возвращение Крыма в Россию[64]
- Медаль «Воину-интернационалисту от благодарного афганского народа» (Афганистан, 1988)
- Медаль ДРА «10 лет Саурской революции» (Афганистан, 1988)
- Знак пограничной службы ФСБ «За заслуги»
- Национальная премия «Имперская культура» имени Эдуарда Володина за 2007 год. В номинации «Политическая публицистика»- за книгу «Мир империй».[65]
- Нагрудный знак МИД ПМР «За вклад в развитие международных связей»[66]

## Работы
- Нравственное государство. Русский взгляд на ценности конституционализма. М.: Норма, 2020. — 536 с. ISBN 978-5-00-156136-1. — ISBN 978-5-16-109217-0.
- Интеграционный конституционализм. М.: Норма; ИНФРА-М, 2020. — 264 с. ISBN 978-5-00-156092-0.
- Русская государственность и Российское государство в системе ценностей и интересов современной политики, международного и конституционного права: монография. — М.: ЮНИТИ-ДАНА, 2018. — 203 с.
- Страж нации. От защиты Советского Союза — до невооружённого восстания РГТЭУ. 2-е изд. М.: Книжный мир, 2019. — 832 c. — ISBN 978-5-604-07836-5.
- Страж нации. От расстрела парламента до невооружённого восстания РГТЭУ. — М., 2014. — 704 c. — ISBN 978-5-8041-0714-8.
- Российский Путь: Становление российской геополитики кануна XXI века. — М.: АНКО, 1995.
- Российский Путь: утраты и обретения. — М.: «Новатор», 1997. — 460 с. — ISBN 5-7898-0014-9.
- Российский Путь: накануне выбора. — М.: Издательство научно-образовательной литературы РЭА, 1999. — 544 с. — ISBN 5-8361-0017-9.
- Территория государства: правовые и геополитические проблемы. — М.: Изд-во Московского университета, 1997. — 480 c. — ISBN 5-211-03872- Х.
- Территориальные режимы и территориальные споры. — М: Изд-во Московского университета, 2001. — 175 с. — ISBN 5-211-04442-8.
- Российская реинтеграция: социально-экономические и политико-правовые проблемы. — М.: Изд-во РГТЭУ, 2006. — ISBN 5-87827-308-X.
- Мир империй: Территория государства и мировой порядок. — Издательство Р. Асланова «Юридический центр Пресс», 2005. — 769 c. — ISBN 5-94201-462-0.
- Мир империй: территория государства и мировой порядок. — М.: Магистр: ИНФРА-М, 2010. — 829 с. — ISBN 978-5-9776-0133-7. (в пер.) ISBN 978-5-16-003918-3
- Государствоведение: научные труды. — М.: ЮНИТИ-ДАНА, 2010. — 711 с. — ISBN 978-5-238-01804-1.
- Современный русский консерватизм: Борьба за государство и Русскую идею: научные труды. — М.: ЮНИТИ-ДАНА, 2010. — 527 с. — ISBN 978-5-238-01850-8.
- Торговое дело и торговое право: Сб. докладов и статей. — М.: Изд. РГТЭУ, 2010. — 184 с. — ISBN 978-5-87827-401-2.
- Проблемы современного российского образования и миссия РГТЭУ. — М.: Изд. РГТЭУ, 2010. — 150 с. — ISBN 978-5-87827-407-4.
- Возвращение русского консерватизма / Отв. ред. О. А. Платонов. — М.: Институт русской цивилизации, 2012. — 832 с. — ISBN 978-5-4261-0022-0.
- Русский консерватизм как часть современной политической культуры. — М., 2012. — 160 с.
- Геополитика современного русского консерватизма. — М., 2012. — 128 с.
- Новая русская империя. — М., 2013. — 240 с. — ISBN 978-5-4438-0465-1.
- К единому государству: о создании российско-белорусского Союзного государства / Под ред. Г. В. Осипова и С. Н. Бабурина. — М.: Радон-пресс, 2001. — 360 с.
- Бабурин С. Н., Урсул А. Д. Политика устойчивого развития и государственно-правовой процесс. — М.: Магистр: ИНФРА-М, 2010. — 557 с. — ISBN 978-5-9776-0140-5.
- Бабурин С. Н., Мунтян М. А., Урсул А. Д. Глобализация в перспективе устойчивого развития. — М.: Магистр, ИНФРА-М, 2011. — 496 с. — ISBN 978-5-9776-0204-4.
- Бабурин Сергеj. Свет империjа: територjа државе и светски поредак / Пер. с русск. — Београд, 2009. — 628 с. — ISBN 978-86-907157-5-6.

### Интервью
- Все интервью Сергея Николаевича Бабурина на радио «Эхо Москвы»
- «Абхазию следует признать немедленно…»
- Последнее видеоинтервью на посту ректора РГТЭУ
- От смерти спасла тюрьма